# SG Schalksmühle-Halver
Die SGSH DRAGONS sind eine Handballspielgemeinschaft aus den Handballvereinen der Stadt Halver und der Gemeinde Schalksmühle in Nordrhein-Westfalen. Die Spielgemeinschaft wurde 2003 gegründet. Der Lizenznehmer und die Betreibergesellschaft ist die SH-Handballspielbetriebs-GmbH.

## Geschichte
Die SG Schalksmühle-Halver oder kurz SGSH wurde 2003 von den Vereinen TuS Halver, TuS Stöcken-Dahlerbrück, TuS Oeckinghausen und Schalksmühler TV gegründet. Zuvor gab es innerhalb Halvers die SG Halver-Oeckinghausen und die Schalksmühler Handballer waren in der HSG Schalksmühle organisiert.
Handball hat in beiden Städten eine lange erfolgreiche Tradition, wobei der Schalksmühler Handball in der Regel die höherklassigen Teams hervorgebracht hat. Der bekannteste Name, der für den Schalksmühler TV aktiv war, ist Vlado Stenzel, der Mitte der Siebziger Trainer in Schalksmühle war. Stenzel führte die deutsche Nationalmannschaft dann 1978 zum Weltmeistertitel unter anderem mit dem Spieler Heiner Brand, später selbst Bundestrainer.
Erklärtes Ziel der Fusion war es, durch die Bündelung der spielerischen und finanziellen Mittel die Regionalliga zu erreichen und ein zweites Team in der Verbandsliga zu etablieren. Zum Zeitpunkt der Fusion spielten beide Vereine in der Handball-Oberliga Westfalen.
Die jahrzehntelangen Rivalen aus Halver (SG Halver-Oeckinghausen) und Schalksmühle (HSG Schalksmühle) fassten im Jahr 2003 den wegweisenden Entschluss, die Kräfte zu bündeln und künftig als SG Schalksmühle-Halver zu kooperieren. Trägervereine dieser Spielgemeinschaft waren der Schalksmühler Turnverein 1893 eV, der TuS Stöcken-Dahlerbrück 1885 e.V, der TuS Halver 1848 eV und der TuS Oeckinghausen 1888 e. V.
Nach einer über 14 Jahre andauernden, erfolgreichen Zusammenarbeit und der zwischenzeitlichen Gründung der SH Handball Spielbetriebs GmbH im Jahr 2005 erfolgte im Jahr 2014 die Gründung eines eigenständigen Handballvereins, der Spielgemeinschaft Schalksmühle-Halver Handball e. V. Aus den bisherigen Trägervereinen wurden Kooperationsvereine.
Nach einer weiteren Übergangsphase ging die SGSH ab der Spielsaison 2017/18 erstmals als Spielgemeinschaft Schalksmühle-Halver Handball e. V. an den Start, die ab der Spielsaison 2018/19 als SGSH DRAGONS e. V. den Handballsport in Schalksmühle und Halver repräsentiert.
Seit der Saison 2013/14 spielt die Mannschaft in der 3. Liga Staffel West.
Zur Saison 2018/19 benannte sich die Mannschaft in SGSH DRAGONS um. Die neue Bezeichnung gilt für alle Mannschaften der SGSH DRAGONS.

## Erfolge
Bereits in der zweiten Saison 2004/05 konnte die SG Schalksmühle-Halver das Ziel erreichen und stieg in die Regionalliga West auf. Hier konnte sich das Team drei Spielzeiten halten, bevor in der Saison 2007/08 der Abstieg in der Oberliga folgte. Aufgrund von zusätzlichen Absteigern durch die Zweitligateams stieg die SGSH mit 28:32 Punkten ab. Im letzten Spiel gegen den ebenfalls gefährdeten VfL Gladbeck reichte ein Unentschieden nicht aus. Besonders unglücklich, dass man vier Sekunden vor Ende nur den Pfosten traf; ein Treffer hätte den Klassenerhalt bedeutet.
Die schon in der Vorsaison deutliche verjüngte Mannschaft wurde in der Folgesaison souverän Zweiter in der Oberliga. Da der Leichlinger TV erfolgreich am grünen Tisch den Verbleib in der 2. Bundesliga erstritt, konnte die SGSH überraschend in die Regionalliga aufrücken.
Seit der Spielzeit 2010/11 stehen die ehemaligen fünf Regionalligen unter der Verwaltung des DHB und firmieren unter dem Namen 3. Liga in vier Staffeln. Um sich hierfür zu qualifizieren, musste die überraschend aufgestiegene SGSH am Ende der Saison 2009/10 den 10. von 16. Plätzen erreichen. Das junge Team um Torjäger Julian Krieg und Spielmacher Christian Feldmann wurde Vierter. Wenige Wochen vor Saisonende war sogar der Aufstieg in die 2. Bundesliga noch in greifbarer Nähe. Dieser Traum erfüllte sich nicht und so ging die SGSH in der 3. Liga West an den Start.
Seit der Saison 2013/14 spielen die DRAGONS ununterbrochen wieder in der 3. Liga, seither hat sich die Mannschaft Jahr für Jahr entwickelt und sich mittlerweile etabliert – 2016/17 Platz 8, im Jahr 2017/18 schon Platz 6, 2018/19 wurde man Vizemeister und in der abgebrochenen vergangenen Saison 2019/20 belegte man wieder einen guten vierten Platz.

## Kader der Saison 2024/25
| Nummer | Name                 | Position | Geburtsdatum | Größe  | Nat.         | seit | vorheriger Verein         |
| ------ | -------------------- | -------- | ------------ | ------ | ------------ | ---- | ------------------------- |
| 01     | Lukas von Oepen      | TW       | 24.01.2005   | 1,98 m | Deutscher    | 2024 | VfL Eintracht Hagen       |
| 03     | Brian Gipperich      | RR       | 01.03.1997   | 1,84 m | Deutscher    | 2020 | HC Rhein Vikings          |
| 06     | Finn-Jannes Gernus   | LA       | 04.10.2002   | 1,78 m | Deutscher    | 2024 | Lit 1912 II               |
| 10     | Julian Thomas        | RA       | 10.04.2002   | 1,80 m | Deutscher    | 2024 | TV Emsdetten              |
| 13     | Eric Blaauw          | RM       | 05.04.1997   | 1,85 m | Niederländer | 2022 | JD Techniek Hurry-up      |
| 14     | Jonas Leppich        | KM       | 02.07.2000   | 1,88 m | Deutscher    | 2024 | TuS 82 Opladen            |
| 15     | Kevin Plate          | LA       | 17.12.1995   | 1,73 m | Deutscher    | 2018 | SGSH DRAGONS / Reserve    |
| 16     | Hendrik Halfmann     | TW       | 27.02.1993   | 1,98 m | Deutscher    | 2023 | TSV Bayer Dormagen        |
| 17     | Till Hübner          | LA       | 12.05.2005   | 1,90 m | Deutscher    | 2012 | eigene Jugend             |
| 18     | Lukas Austermann     | RL       | 01.06.2002   | 1,90 m | Deutscher    | 2024 | Bergischer HC U19         |
| 21     | Luis Buschhaus       | RL       | 17.05.2004   | 1,92 m | Deutscher    | 2024 | TuSEM Essen               |
| 23     | Oliver Perey         | KM       | 10.06.2000   | 1,87 m | Deutscher    | 2021 | VfL Gummersbach           |
| 24     | Nico Jannack         | KM       | 15.10.2001   | 1,85 m | Deutscher    | 2014 | eigene Jugend             |
| 25     | Luca Jannack         | TW       | 31.10.1997   | 1,89 m | Deutscher    | 2022 | SG Menden Sauerland Wölfe |
| 26     | Fynn Luka Voß        | RA       | 14.01.2005   | 1,68 m | Deutscher    | 2022 | eigene Jugend             |
| 26     | Julian Athanassoglou | RA       | 26.11.2001   | 1,80 m | Deutscher    | 2024 | HG Remscheid              |
| 27     | Finn Stercherle      | RM       | 18.03.2006   | 1,83 m | Deutscher    | 2012 | eigene Jugend             |
| 38     | Benjamin Schäfer     | RR       | 01.02.2004   | 1,95 m | Deutscher    | 2024 | TuSEM Essen U19           |
| 39     | Joe Schuster         | RL       | 03.11.2000   | 1,96 m | Luxenburger  | 2024 | Northeimer HC             |
| 43     | Christopher Börner   | RL       | 29.04.2002   | 1,87 m | Deutscher    | 2007 | eigene Jugend             |
| 72     | Philipp Jaeger       | RM       | 01.06.1994   | 1,88 m | Deutscher    | 2023 | TuS 82 Opladen            |

### Abgänge
- Jan König[18] (TV Korschenbroich)
- Tobias Schetters (SG Leutershausen)
- Philipp Dommermuth (Ahlener SG)
- Florian Diehl[19] (Eintracht Hagen)

### Trainer- und Betreuerstab in der Saison 2024/25
| Name             | Funktion       |
| Trainerstab      | Trainerstab    |
| ---------------- | -------------- |
| Lars Faßbender   | Cheftrainer    |
| Matthias Reckzeh | Torwarttrainer |

## Sportstätten
Die SGSH trägt ihre Heimspiele im Wechsel in Halver und Schalksmühle aus.
In Halver ist es die Sporthalle Mühlenstraße, die zur Ganztagsschule Halver gehört. Mit knapp über 1000 Zuschauer Fassungsvermögen ist es die größere der beiden Hallen und wird deshalb meist für die Highlights genutzt. Im Jahr 2006 war der TUSEM Essen nach einem Zwangsabstieg in die Regionalliga eingestuft worden und Gast an der Mühlenstraße. Dies war das bestbesuchte Spiel, welches sogar professionell mit Kameratechnik aufgezeichnet wurde.
In Schalksmühle ist die Sporthalle Löh der Ganztagsschule Schalksmühle der Schauplatz der Heimspiele. Die Kapazität liegt bei ca. 600 Zuschauern inklusive des verglasten Foyers. Vor allem zu den Hochzeiten des Schalksmühler TV, als dieser um den Aufstieg in die zweite Liga spielte, gab es legendäre Partien in der Halle. Damals waren die Vorschriften der Gemeinden und Verbände noch nicht so restriktiv wie heutzutage. Die Zuschauer standen bis zur Ersatzbank und hinter den Toren in zwei Reihen, so dass auch hier mehr als 800 Zuschauer die Partien verfolgt haben.

## Weitere Teams
Aktuell stellt der Verein im Seniorenbereich mit vier Herrenmannschaften sowie im Jugendbereich mit 9 Mannschaften.
Der Jugendbereich wurde bis Sommer 2019 als SGSH Dragons Juniors bezeichnet. Ab der dann folgenden Saison 2019/20 gehört der Jugendbereich nun den SGSH DRAGONS.
Die SGSH Dragons 2 spielen in der HVW Verbandsliga Männer Staffel 2. Die dritte Mannschaft spielt in der Bezirksliga. Die vierte ist in der Kreisliga B im Handballkreis Lenne-Sieg beheimatet.